# アトランティア (イタリアの企業)
アトランティア（イタリア語: Mundys S.p.A.）は、イタリア・ローマに本拠を置き、高速道路や空港などの運輸インフラを管理する持株会社。グループ傘下のアウトストラーデ・ペル・イタリアは、イタリアの高速道路であるアウトストラーダ路線長の半分を運営し、コンセッションによりアウトストラーダの運営権を保有する事業体としては同国最大の企業となっている。

## 沿革
1950年12月、イタリアの戦後復興政策の一環として、ムッソリーニ政権下では産業復興公社（IRI）の下で行われた事業への民間企業の活力導入を目的として、Società Concessioni e Costruzioni Autostrade p.A.が設立され、同社は1956年5月以降、ANAS（国営道路公団）と共同でミラノからナポリに至るアウトストラーダ A1（太陽道路）の整備を行い、1964年10月にこれを全通させた。1987年に同組織の経営改革に伴いAutostrade Concessioni e Costruzioni S.p.A.が設立され、同社は株式公開を行いイタリア証券取引所上場企業となった。1999年にIRIは保有する全株式を売却し、完全民営化が行われた。2002年6月、戦略・財務部門を運営から分離することを目的に組織改編を発表、翌年3月持株会社としてAutostrade S.p.A.が設立され、傘下にアウトストラーダを運営するアウトストラーデ・ペル・イタリア、アウトストラーダ運営に直接関係しない一般事業を担当するS.D.S. S.p.A.、アウトストラーダの通信施設を担当するTowerCo S.p.A.の3社が設立された。2007年5月、Autostrade S.p.A.は社名をアトランティアに改称した。
IRIの売却以降、ベネトン家の運営するエディツィオーネ・ホールディングが、アトランティアの株の約3割を保有していたが、2022年12月、エディツィオーネ・ホールディングおよびブラックストーン・グループのインフラ投資部門の出資によるSchema Alfa S.p.A.が全株式を保有する体制に移行した。

## 国際展開
近年はイタリア国外の高速道路整備事業にも参画しており、2012年にブラジル・サンパウロ周辺の高速道路整備にあたってジョイント事業に出資、このほかチリ、インド、ポーランドにおける高速道路事業に参画している。2018年にスペインの同業アベルティスの株式の5割プラス1株を買収し（残りはACSとその資本下のホッホティーフ）、海外投資を強化した。
このほか2013年3月、ローマのフィウミチーノ空港とチャンピーノ空港を運営するGemina S.p.A.の買収を発表、12月に同社の吸収合併を完了したアトランティアは、空港運営事業者としての側面を持つことになった。2016年にはフランス・ニースのコート・ダジュール空港の株式を買収し、国際的事業展開の強化をはかっている。2019年には経営再建中のアリタリア-イタリア航空に出資し、フェッロヴィーエ・デッロ・スタート及びデルタ航空と共に同社の経営に参画している。